# Зосін (Рицький повіт)
Зосін (пол. Zosin) — село в Польщі, у гміні Уленж Рицького повіту Люблінського воєводства.
Населення — 141 особа (2011).
У 1975-1998 роках село належало до Люблінського воєводства.

## Демографія
Демографічна структура станом на 31 березня 2011 року:
|          | Загалом | Допрацездатний вік | Працездатний вік | Постпрацездатний вік |
| -------- | ------- | ------------------ | ---------------- | -------------------- |
| Чоловіки | 66      | 11                 | 45               | 10                   |
| Жінки    | 75      | 9                  | 40               | 26                   |
| Разом    | 141     | 20                 | 85               | 36                   |